# در سرزمین اشک و خون
در سرزمین اشک و خون: تجربه‌هایی در بین‌النهرین هنگام جنگ جهانی اول (آلمانی: Im Lande des Blutes und der Tränen. Erlebnisse in Mesopotamien während des Weltkrieges (1914–1918))، نوشته یاکوپ کونتسلر، داروساز، جراح و مددکار اجتماعی اهل سوئیس است.
کونتسلر از ۱۸۹۹ تا ۱۹۲۲ همراه همسرش در بیمارستان مبلغان مذهبی شهر اورفا در جنوب‌شرقی ترکیه حضور داشته‌است. او از نزدیک شاهد نسل‌کشی ارمنیان به دست حکومت عثمانی بوده و این واقعه نخستین نسل‌کشی قرن بیستم است. در سال‌های ۱۹۱۹–۱۹۲۰ میلادی و هنگام تعطیلات در شهر بازل، سوئیس، کونتسلر تجربیات خود را به زبانی ساده می‌نویسد. گزارش تکان‌دهنده او به رغم تضادهای آن، نمونه ای منحصر بفرد از علاقه به سرزمینی است که در آن مردمان با زبان‌ها و ادیان گوناگون زندگی می‌کرده‌اند.